# Cataglyphis frigidus
Cataglyphis frigidus é uma espécie de inseto do gênero Cataglyphis, pertencente à família Formicidae.